# Hospital Universitario San Agustín
El Hospital Universitario San Agustín es un hospital público situado en Avilés, (Asturias, España). Pertenece al área sanitaria III del Principado de Asturias y está gestionado por el SESPA

## Historia

### Antecedentes
Existen referencias a una malatería u hospital de leprosos en 1289 ubicado cerca de la iglesia de Santa María Magdalena de Corros.
En 1351 fue construido el hospital de San Juan, usado también como cárcel, y que se sostenía económicamente gracias al ayuntamiento de Avilés y donaciones de caridad. Existió hasta el siglo XVIII. 
En 1515 fue construido el Hospital de Peregrinos de Avilés, localizado en la calle Rivero. Fue sufragado por Pedro Solís León, eclesiástico avilesino. En 1841 se convirtió en Hospital de Caridad, hasta que entre los años 1927 y 1933, fue sustituido por otro ubicado en la calle Cabruñana, hoy activo todavía y conocido como Fundación Hospital de Avilés. El hospital original de la calle Rivero fue posteriormente abandonado, y no fue demolido hasta 1948. 

### Hospital Universitario San Agustín
El actual hospital fue inaugurado el 19 de marzo de 1976 por el rey Juan Carlos I y la reina Sofía, con el nombre de Residencia Sanitaria de la Seguridad Social de San Agustín, aunque parte de la plantilla de trabajadores se había incorporado a finales de 1975 y los primeros pacientes eran recibidos en febrero de 1976.
A partir de 2002, pasaría a ser gestionado por el Servicio de Salud del Principado de Asturias. 
En 2015 pasaría a considerarse hospital universitario.

## Cobertura Asistencial
El hospital da cobertura a un territorio con una población de unos 141.000 habitantes, cubriendo un área que abarca 9 municipios correspondientes al área sanitaria número III.

### Atención Primaria[8][9]
Es el hospital asignado para 10 centros de salud y 15 consultorios de Atención Primaria, entre los que se incluyen: 
- Centro de Salud de Sabugo.
- Centro de Salud de Quirinal
- Centro de Salud de La Magdalena

1. Consultorio de La Carriona
2. Consultorio de Illas

- Centro de Salud de Villalegre-La Luz

1. Consultorio de Llaranes

- Centro de Salud de Las Vegas

1. Consultorio de Cancienes
2. Consultorio de Trasona

- Centro de Salud de Cudillero

1. Consultorio de Oviñana
2. Consultorio de San Martín de Luiña

- Centro de Salud de Pravia

1. Consultorio de Muros de Nalón
2. Consultorio de San Esteban de Pravia
3. Consultorio de San Juan de La Arena
4. Consultorio de Soto del Barco

- Centro de Salud de Piedras Blancas

1. Consultorio de Raíces-Salinas

- Centro de Luanco

1. Consultorio de San Jorge de Manzaneda

- Centro de Llano-Ponte

1. Consultorio de Valliniello
2. Consultorio de Endasa

## Cartera de servicios[10]
| - Alergología - Aparato Digestivo - Cardiología - Endocrinología - Hematología y Hemoterapia - Medicina Interna - Nefrología - Neumología - Neurología - Neurofisiología - Oncología - Pediatría - Reumatología - Urgencias | - Cirugía General y de Aparato Digestivo - Dermatología - Neurocirugía - Obstetricia y Ginecología - Oftalmología - Otorrinolaringología - Traumatología y Cirugía Ortopédica - Urología | - Análisis Clínicos - Anatomía Patológica - Anestesiología y Reanimación - Bioquímica - Farmacia Hospitalaria - Medicina Intensiva - Medicina del Trabajo - Microbiología y Parasitología - Psiquiatría - Psicología Clínica - Radiodiagnóstico - Radiofísica Hospitalaria - Rehabilitación |

### Docencia
Mediante un convenio con la Universidad de Oviedo en este lugar se forman algunos de los MIR al finalizar la carrera de medicina.